# KELUN
KELUN（ケルン）は、日本の3人組ロックバンドである。所属レーベルはSME Records。2009年10月、最後のワンマンライブをもって活動休止。

## メンバー
- 児嶋亮介（こじま りょうすけ、1979年12月5日 - ）

ボーカル・ギター担当。千葉県出身。血液型B型。
元P2H（PICK 2 HAND）、現在は「INSIDE ME」として活動中。
また、ボカロP「陽澄リョウ」としても活動中。
- 梶谷雅弘（かじたに まさひろ、1982年1月20日 - ）

ドラム担当。鳥取県東伯郡北栄町出身。血液型A型。
元KOHL、現nano sound museum
- 如人（ゆきと、1980年2月15日 - ）

ベース担当。千葉県出身。血液型B型。
現THE LOCAL ARTサポートベース。

### 旧メンバー
- 佐藤周作（さとう しゅうさく、1981年3月25日 - ）

ベース・コーラス担当。大阪府出身。血液型A型。
元FREENOTE、現mark muffin

## 概要・略歴
バンド名は、ドイツ語のKERN（中心、中核を意味する）と英語のCAIRN（道しるべ、道程標を意味する）を組み合わせた造語。
2005年のP2H解散後、UTARI（ウタリ、アイヌ語で仲間を意味する）名義で児嶋亮介のソロユニットとして始動。2006年4月に現在のバンド体制となる。2006年11月15日、ミニアルバム『UTARI』をsweet honey record（メガフォースコーポレーション内レーベル）よりリリース。
2007年9月2日、現在の名義に改名してメジャーデビューすることを発表。11月21日にミニアルバム『Astral Lamp』（インディーズミニアルバム『UTARI』再発盤）でSME RECORDSよりメジャーデビュー。
2008年5月9日、オフィシャルサイト上で、音楽性・方向性の違いから佐藤周作が脱退したことが発表される。6月1日、新メンバーとして、児嶋と親交の深い如人が加入する。
2009年10月25日のLIVEをもって活動休止。

## ディスコグラフィ

### KELUN

#### シングル
| 枚  | 発売日        | タイトル              | 規格品番 |
| --- | ------------- | --------------------- | -------- |
| 1st | 2008年2月20日 | SIXTEEN GIRL          | SECL-624 |
| 2nd | 2008年7月2日  | CHU-BURA              | SECL-655 |
| 3rd | 2009年6月24日 | 一人分の愛feat.戎三穂 | SECL-789 |

#### ミニアルバム
| 枚  | 発売日         | タイトル    | 規格品番 |
| --- | -------------- | ----------- | -------- |
| 1st | 2007年11月21日 | Astral Lamp | SECL-572 |

#### フルアルバム
| 枚  | 発売日       | タイトル | 規格品番 |
| --- | ------------ | -------- | -------- |
| 1st | 2008年9月3日 | KELUN    | SECL-687 |

### UTARI

#### ミニアルバム
| 枚  | 発売日         | タイトル | 規格品番  |
| --- | -------------- | -------- | --------- |
| 1st | 2006年11月15日 | UTARI    | SHCC-0004 |

#### デモCD
| 枚  | タイトル    | 備考                 |
| --- | ----------- | -------------------- |
| 1st | 1st DEMO CD | （会場限定販売）完売 |

### 参加作品
| 発売日         | タイトル                              | 規格品番  | 収録曲                               | 備考           |
| -------------- | ------------------------------------- | --------- | ------------------------------------ | -------------- |
| 2008年03月26日 | RHプラス オリジナル・サウンドトラック | SVWC-7544 | HEART BEAT(RHプラスオープニングVer.) | アニプレックス |
| 2008年12月17日 | BLEACH BEST TUNES                     | SVWC-7600 | CHU-BURA                             | アニプレックス |

## タイアップ一覧
| 使用年 | 曲名            | タイアップ                                                                      |
| ------ | --------------- | ------------------------------------------------------------------------------- |
| KELUN  |                 |                                                                                 |
| 2007年 | SIGNAL          | テレビ東京系アニメ『銀魂』第7期エンディングテーマ（第76話 - 第87話）            |
| 2008年 | HEART BEAT      | 独立UHF局ほかドラマ『RHプラス』オープニングテーマ                               |
| 2008年 | SIXTEEN GIRL    | テレビ東京系『JAPAN COUNTDOWN』2008年2月度オープニングテーマ                    |
| 2008年 | SIXTEEN GIRL    | 日本テレビ系『音楽戦士 MUSIC FIGHTER』2008年2月度エンディングテーマ             |
| 2008年 | CHU-BURA        | テレビ東京系アニメ『BLEACH』第8期オープニングテーマ（第168話 - 第189話）        |
| 2008年 | Boy's Don't Cry | PlayStation Portable用ゲームソフト「BLEACH 〜ソウル・カーニバル〜」テーマソング |

## ヘビーローテーション/パワープレイ

### テレビ
| 放送年 | 曲名   | ヘビーローテーション/パワープレイ                            |
| ------ | ------ | ------------------------------------------------------------ |
| 2007年 | SIGNAL | 日本テレビ系『音楽戦士 MUSIC FIGHTER』2007年12月度POWER PLAY |

## ミュージックビデオ
| 監督     | 曲名                                           |
| 奥和義   | 「CHU-BURA」                                   |
| 篠塚将季 | 「HEART BEAT」「SIGNAL」「SWELLING」「シュナ」 |
| 滝本登鯉 | 「SIXTEEN GIRL」                               |
| 不明     | 「一人分の愛 feat.戒 三穂」                    |

## 出演
- 2008年07月12日 - TBS系「COUNT DOWN TV」
- 2008年07月25日 - 日本テレビ系「音楽戦士 MUSIC FIGHTER」
- 2008年07月25日 - テレビ東京系「音流〜On Ryu〜」